# الحسينية (ريف دمشق)
الحسينية هي قرية سورية في منطقة قدسيا بمحافظة ريف دمشق. بلغ عدد سكانها 1,563 نسمة في تعداد عام 2004 وفقًا للمكتب المركزي للإحصاء. غالبية سكانها مسلمين سنة.